# Martina de Roma

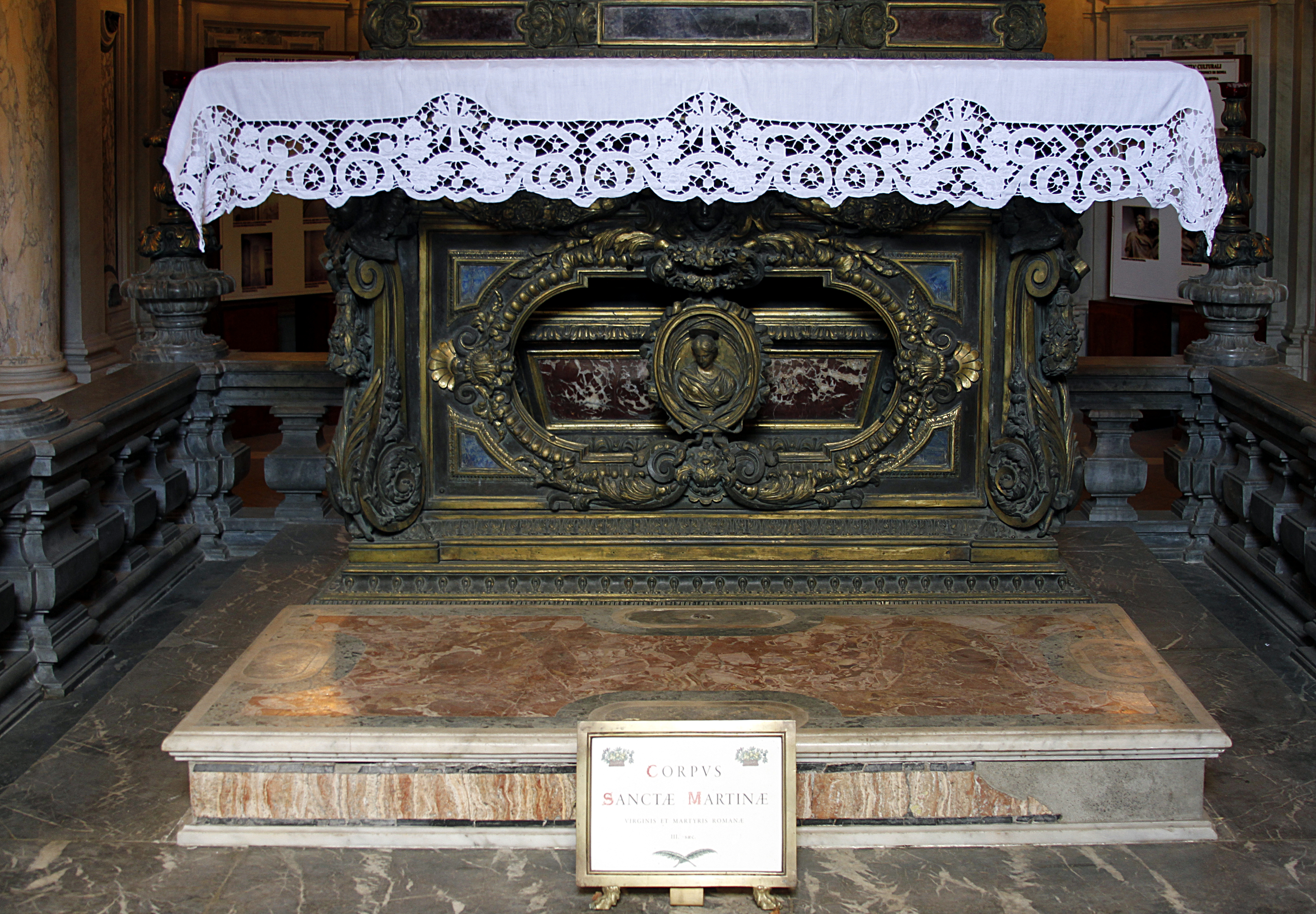
Túmulo de Santa Martina em Santi Luca e Martina, em Roma.

Martina de Roma foi uma romana martirizada durante o reinado do imperador romano Alexandre Severo e padroeira de Roma.

## Vida e obras
Martina foi assassinada em 226 de acordo com alguns relatos ou, mais provavelmente, em 228, já durante o pontificado do papa Urbano I, segundo outros. Filha de um ex-cônsul e órfã desde muito jovem, Martina testemunhou tão abertamente sua fé cristã que não conseguiu escapar das perseguições da época de Alexandre. Presa, recebeu ordens de prestar homenagens aos deuses romanos, o que ela se recusou a fazer. Torturada de várias formas, acabou sendo finalmente decapitada.
As relíquias de Martina foram descobertas em 25 de outubro de 1634 pelo pintor e arquiteto Pietro da Cortona durante a reforma da antiga igreja de Santi Luca e Martina, situada perto da Prisão Mamertina e dedicada a ela. O papa Urbano VIII então ordenou que a igreja fosse reformada e, ao que parece compôs os hinos que deveriam, a partir daí, ser cantados nos serviços em homenagem à santa.
Sua festa é comemorada em 30 de janeiro.